# Liste der Kulturdenkmale in Südliches Anhalt
In der Liste der Kulturdenkmale in Südliches Anhalt sind alle Kulturdenkmale der Gemeinde Südliches Anhalt und ihrer Ortsteile aufgelistet. Grundlage ist das Denkmalverzeichnis des Landes Sachsen-Anhalt, das auf Basis des Denkmalschutzgesetzes des Landes Sachsen-Anhalt vom 21. Oktober 1991 durch das Landesamt für Denkmalpflege und Archäologie Sachsen-Anhalt erstellt und seither laufend ergänzt wurde (Stand: 31. Dezember 2024).

## Kulturdenkmale nach Ortsteilen

### Breesen
| Lage               | Bezeichnung | Beschreibung | Erfassungs- nummer | Ausweisungsart | Bild        |
| ------------------ | ----------- | ------------ | ------------------ | -------------- | ----------- |
| Dorfstraße (Karte) | Gedenkstein |              | 094 70244          | Baudenkmal     | Gedenkstein |

### Cattau
| Lage                                                                                      | Bezeichnung              | Beschreibung                                                  | Erfassungs- nummer | Ausweisungsart | Bild           |
| ----------------------------------------------------------------------------------------- | ------------------------ | ------------------------------------------------------------- | ------------------ | -------------- | -------------- |
| ca. 200 m vom Ortseingang Piethen, westliche Straßenseite (Karte)                         | Meilenstein              | Distanzstein Anhaltinischer Meilenstein                       | 094 14207          | Baudenkmal     | Meilenstein    |
| Fuhneübergang südlich von Cattau an der Grenze zum Saalekreis in Richtung Löbejün (Karte) | Fuhneübergang bei Cattau | Brücke 1885 als Ersatzneubau errichtete Brücke über die Fuhne | 094 56510          | Baudenkmal     | Weitere Bilder |
| Löbejüner Straße 1 am Ortsausgang nach Werdershausen (Karte)                              | Bauernhof                | Bauernhof                                                     | 094 18084          | Baudenkmal     | BW             |
| Wieskauer Straße am Abzweig nach Löbejün (Karte)                                          | Wegweiser                | Wegweiser                                                     | 094 70833          | Baudenkmal     | BW             |

### Cosa
| Lage              | Bezeichnung                      | Beschreibung                                      | Erfassungs- nummer | Ausweisungsart | Bild                             |
| ----------------- | -------------------------------- | ------------------------------------------------- | ------------------ | -------------- | -------------------------------- |
| Ortsmitte (Karte) | Gedenkstein                      |                                                   | 094 70212          | Baudenkmal     | BW                               |
| (Karte)           | Denkmal für die Befreiungskriege | Denkmal, am 9. April 2015 als Denkmal ausgewiesen |                    | Kleindenkmal   | Denkmal für die Befreiungskriege |

### Diesdorf
| Lage                          | Bezeichnung | Beschreibung                                                                                 | Erfassungs- nummer | Ausweisungsart | Bild           |
| ----------------------------- | ----------- | -------------------------------------------------------------------------------------------- | ------------------ | -------------- | -------------- |
| Koordinaten fehlen! Hilf mit. | Wald        | Wald 2024 als Denkmal ausgewiesen, erstreckt sich auch nach Dessau-Roßlau und Raguhn-Jeßnitz | 094 19044          | Baudenkmal     |                |
| Diesdorfer Straße (Karte)     | Jagdhaus    | Forsthaus Brambach                                                                           | 094 70902          | Baudenkmal     | Weitere Bilder |

### Edderitz
| Lage                 | Bezeichnung | Beschreibung                   | Erfassungs- nummer | Ausweisungsart | Bild |
| -------------------- | ----------- | ------------------------------ | ------------------ | -------------- | ---- |
| Friedhof (Karte)     | Ehrenmal    | Ehrenmal sowjetisches Ehrenmal | 094 09372          | Baudenkmal     | BW   |
| Pfaffendorfer Straße | Grabanlage  | Grabanlage                     | 094 18858          | Baudenkmal     |      |

### Fernsdorf
| Lage                                          | Bezeichnung | Beschreibung     | Erfassungs- nummer | Ausweisungsart | Bild           |
| --------------------------------------------- | ----------- | ---------------- | ------------------ | -------------- | -------------- |
| Friedensstraße südwestlich der Kirche (Karte) | Denkmal     |                  | 094 70789          | Baudenkmal     | Denkmal        |
| Friedensstraße (Karte)                        | Kirche      |                  | 094 70787          | Baudenkmal     | Weitere Bilder |
| Friedensstraße 4, Lange Straße (Karte)        | Scheune     |                  | 094 70788          | Baudenkmal     | BW             |
| Friedensstraße 14 (Karte)                     | Wohnhaus    |                  | 094 70790          | Baudenkmal     | BW             |
| Friedensstraße 16 (Karte)                     | Domäne      | Domäne Fernsdorf | 094 70791          | Baudenkmal     | Domäne         |

### Fraßdorf
| Lage                                      | Bezeichnung | Beschreibung    | Erfassungs- nummer | Ausweisungsart | Bild        |
| ----------------------------------------- | ----------- | --------------- | ------------------ | -------------- | ----------- |
| zwischen Quellendorf und Fraßdorf (Karte) | Wegweiser   |                 | 094 70221          | Baudenkmal     | Wegweiser   |
| Dorfstraße (Karte)                        | Gedenkstein |                 | 094 70232          | Baudenkmal     | Gedenkstein |
| Dorfstraße 10                             | Sonnenuhr   |                 | 094 17512          | Baudenkmal     |             |
| Dorfstraße 51 (Karte)                     | Domäne      | Domäne Fraßdorf | 094 70214          | Baudenkmal     | Domäne      |

### Glauzig
| Lage                 | Bezeichnung | Beschreibung | Erfassungs- nummer | Ausweisungsart | Bild           |
| -------------------- | ----------- | --- | ------------------ | -------------- | -------------- |
| Abzweig nach Görzig  | Wegweiser   | | 094 70832          | Baudenkmal     |                |
| Dorfstraße 1 (Karte) | Fabrik      | 1847 errichtete und später erweiterte Zuckerfabrik, nach 1945 bis 1999 Tabakfabrik, leerstehend mit Verfallserscheinungen | 094 18080          | Baudenkmal     | Weitere Bilder |

### Gnetsch
| Lage                               | Bezeichnung | Beschreibung   | Erfassungs- nummer | Ausweisungsart | Bild           |
| ---------------------------------- | ----------- | -------------- | ------------------ | -------------- | -------------- |
| Dorfplatz neben der Kirche (Karte) | Gedenkstein |                | 094 18066          | Baudenkmal     | Gedenkstein    |
| Dorfstraße Ortsmitte (Karte)       | Kirche      |                | 094 10055          | Baudenkmal     | Weitere Bilder |
| Dorfstraße 14 (Karte)              | Herrenhaus  | Domäne Gnetsch | 094 09376          | Baudenkmal     | Weitere Bilder |

### Görzig
| Lage                                                              | Bezeichnung  | Beschreibung                                                                         | Erfassungs- nummer | Ausweisungsart | Bild           |
| ----------------------------------------------------------------- | ------------ | ------------------------------------------------------------------------------------ | ------------------ | -------------- | -------------- |
| Alte Gartenstraße / Radegaster Straße (Karte)                     | Gedenkstein  |                                                                                      | 094 70859          |                | Gedenkstein    |
| Hallesche Straße am nördlichen Ortsausgang nach Reinsdorf (Karte) | Distanzstein | Anhaltinischer Rundsockelstein                                                       | 094 06137          |                | Distanzstein   |
| An der LPG 12 (Karte)                                             | Herrenhaus   |                                                                                      | 094 18079          | Baudenkmal     | BW             |
| Lindenstraße 1                                                    | Bauernhaus   |                                                                                      | 094 18077          |                |                |
| Radegaster Straße 36 (Karte)                                      | Hospital     |                                                                                      | 094 18076          | Baudenkmal     | BW             |
| Radegaster Straße 39 A (Karte)                                    | Kirche       | Die katholische Heilig-Geist-Kirche wurde 1929/30 im Baustil des Neobarock errichtet | 094 13812          |                | Weitere Bilder |
| Schulstraße (Karte)                                               | Kirche       | Evangelische Kirche                                                                  | 094 18078          |                | Weitere Bilder |
| Schulstraße 7 (Karte)                                             | Schule       |                                                                                      | 094 09922          |                | Schule         |
| Schulstraße 17 (Karte)                                            | Pfarrhof     |                                                                                      | 094 70931          |                | BW             |
| Schulstraße 17                                                    | Taubenturm   |                                                                                      | 094 13814          |                |                |

### Groß-Weißandt
| Lage                                         | Bezeichnung              | Beschreibung                     | Erfassungs- nummer | Ausweisungsart | Bild                     |
| -------------------------------------------- | ------------------------ | -------------------------------- | ------------------ | -------------- | ------------------------ |
| Am Bahnhof 1 (ehemals Bahnhofstraße) (Karte) | Villa                    | Villa                            | 094 70800          | Baudenkmal     | Villa                    |
| Hauptstraße am Kirchplatz (Karte)            | Völkerschlachtdenkmal    | Gedenkstein                      | 094 70940          | Baudenkmal     | Völkerschlachtdenkmal    |
| Hauptstraße 31 (Karte)                       | Verwaltungsgebäude       | Verwaltungsgebäude               | 094 17205          | Baudenkmal     | Verwaltungsgebäude       |
| Hauptstraße 44 (Karte)                       | Motor-Mühle Karl Göricke | Mühle 1934 errichtete Motormühle | 094 14213          | Baudenkmal     | Motor-Mühle Karl Göricke |
| Kirchstraße (Karte)                          | St. Germanus             | Kirche                           | 094 70794          | Baudenkmal     | St. Germanus             |
| Kirchstraße auf dem Kirchhof (Karte)         | Kriegerdenkmal           | Kriegerdenkmal                   | 094 70795          | Baudenkmal     | BW                       |
| Kirchstraße 1 (Karte)                        | Pfarrhaus                | Pfarrhaus                        | 094 70797          | Baudenkmal     | BW                       |
| Kirchstraße 2 (Karte)                        | Herrenhaus               |                                  | 094 09858          | Baudenkmal     | BW                       |
| Kirchstraße 2 südöstlich des Gutes (Karte)   | Burg Gölzau              | Schloss                          | 094 70839          | Baudenkmal     | Burg Gölzau              |
| Kirchstraße 2                                | Stall                    |                                  | 094 70930          | Baudenkmal     |                          |
| Kirchstraße 21 (Karte)                       | Wohnhaus                 |                                  | 094 70793          | Baudenkmal     | BW                       |

### Großbadegast
| Lage                                | Bezeichnung | Beschreibung            | Erfassungs- nummer | Ausweisungsart | Bild           |
| ----------------------------------- | ----------- | ----------------------- | ------------------ | -------------- | -------------- |
| auf dem Dorfplatz unter einer Eiche | Gedenkstein |                         | 094 97223          | Baudenkmal     |                |
| Ernst-Thälmann-Platz (Karte)        | Kirche      |                         | 094 70777          | Baudenkmal     | Weitere Bilder |
| Friedhof (Karte)                    | Grabstätte  |                         | 094 09427          | Baudenkmal     | Grabstätte     |
| Querstraße (Karte)                  | Herrenhaus  | Herrenhaus Großbadegast | 094 70776          | Baudenkmal     | Herrenhaus     |

### Gröbzig
| Lage                                                                  | Bezeichnung     | Beschreibung                                                                                      | Erfassungs- nummer | Ausweisungsart | Bild            |
| --------------------------------------------------------------------- | --------------- | ------------------------------------------------------------------------------------------------- | ------------------ | -------------- | --------------- |
| Stadt                                                                 | Stadtsilhouette |                                                                                                   | 094 70907          |                |                 |
| Ortsausgang 2 km Richtung Pfaffendorf, nördliche Straßenseite (Karte) | Distanzstein    | Anhaltinischer Rundsockelstein                                                                    | 094 06163          |                | Distanzstein    |
| Auf dem Berge 3 (Karte)                                               | Wohnhaus        |                                                                                                   | 094 70806          |                | BW              |
| Auf dem Berge 10 (Karte)                                              | Wohnhaus        |                                                                                                   | 094 70807          |                | Wohnhaus        |
| Bernburger Straße 4 (Karte)                                           | Wohnhaus        |                                                                                                   | 094 09910          |                | BW              |
| Berwitzer Straße (Karte)                                              | Friedhof        | Jüdischer Friedhof Gröbzig                                                                        | 094 09423          | Baudenkmal     | BW              |
| Berwitzer Straße 1 (Karte)                                            | Brennerei       |                                                                                                   | 094 71442          |                | BW              |
| Hallesche Straße vor der Gaststätte „Dessauer Hof“                    | Denkmal         |                                                                                                   | 094 70861          |                |                 |
| Hallesche Straße, auf dem Friedhof                                    | Denkmal         |                                                                                                   | 094 70909          |                |                 |
| Hallesche Straße, auf dem Friedhof (Karte)                            | Friedhofsbauten |                                                                                                   | 094 09422          |                | Friedhofsbauten |
| Hallesche Straße, auf dem Friedhof                                    | Grabdenkmal     | Grabdenkmal für Johann Friedrich Walkhoff (1751-1839), Gründer des ersten deutschen Lehrervereins | 094 70911          |                | Grabdenkmal     |
| Hallesche Straße, auf dem Friedhof                                    | Kriegerdenkmal  | Denkmal für die Gefallenen des Ersten Weltkriegs                                                  | 094 70910          |                | Kriegerdenkmal  |
| Jahnstraße 5 (Karte)                                                  | Wohnhaus        |                                                                                                   | 094 70805          |                | BW              |
| Jahnstraße 6 (Karte)                                                  | Wohnhaus        |                                                                                                   | 094 70809          |                | BW              |
| Köthener Straße 23 (Karte)                                            | Postamt         | 1880 erbautes Postamt                                                                             | 094 71338          |                | Postamt         |
| Lange Straße                                                          | Pumpe           | Wasserpumpe                                                                                       | 094 18087          |                |                 |
| Lange Straße 5 (Karte)                                                | Wohnhaus        |                                                                                                   | 094 18088          |                | BW              |
| Lange Straße 8–10 (Karte)                                             | Synagoge        |                                                                                                   | 094 09378          |                | Weitere Bilder  |
| Marktplatz                                                            | Gedenkstein     |                                                                                                   | 094 18089          |                |                 |
| Marktplatz 1 (Karte)                                                  | Keller          |                                                                                                   | 094 09935          |                | BW              |
| Marktplatz 2 (Karte)                                                  | Wohnhaus        |                                                                                                   | 094 70811          |                | Wohnhaus        |
| Puschkinstraße 27 an der Fuhne (Karte)                                | Mühle           |                                                                                                   | 094 71451          |                | BW              |
| Rudolf-Breitscheid-Straße 1 (Karte)                                   | Pfarrhaus       |                                                                                                   | 094 09933          |                | BW              |
| Rudolf-Breitscheid-Straße 7 (Karte)                                   | Wohnhaus        |                                                                                                   | 094 70812          |                | BW              |
| Rudolf-Breitscheid-Straße 12 (Karte)                                  | Wohnhaus        |                                                                                                   | 094 70813          |                | BW              |
| Rudolf-Breitscheid-Straße 17 (Karte)                                  | Villa           |                                                                                                   | 094 70814          |                | BW              |
| Schloßplatz 1 (Karte)                                                 | Wohnhaus        |                                                                                                   | 094 70815          |                | BW              |
| Schloßplatz 5 (Karte)                                                 | Bergfried       | Mauseturm                                                                                         | 094 09930          |                | Weitere Bilder  |
| Schloßplatz 5 (Karte)                                                 | Polizeihaus     |                                                                                                   | 094 70562          |                | Polizeihaus     |
| Schulstraße 16 (Karte)                                                | Wohnhaus        |                                                                                                   | 094 70816          |                | BW              |
| Walkhoffring 20 (Karte)                                               | Kirche          | Kirche St. Martin                                                                                 | 094 09929          |                | Weitere Bilder  |

### Hinsdorf
| Lage                                    | Bezeichnung    | Beschreibung | Erfassungs- nummer | Ausweisungsart | Bild           |
| --------------------------------------- | -------------- | ------------ | ------------------ | -------------- | -------------- |
| Bauernreihe (Karte)                     | Kirche         |              | 094 70782          | Baudenkmal     | Weitere Bilder |
| Bauernreihe nördlich der Kirche (Karte) | Kriegerdenkmal |              | 094 70783          | Baudenkmal     | Weitere Bilder |
| Hauptstraße 59 (Karte)                  | Wohnhaus       |              | 094 70784          | Baudenkmal     | Wohnhaus       |

### Hohnsdorf
| Lage                                            | Bezeichnung | Beschreibung | Erfassungs- nummer | Ausweisungsart | Bild   |
| ----------------------------------------------- | ----------- | ------------ | ------------------ | -------------- | ------ |
| an der Hauptstraße gegenüber der Kirche (Karte) | Gedenkstein |              | 094 97235          | Baudenkmal     | BW     |
| Dorfstraße (Karte)                              | Kirche      |              | 094 70818          | Baudenkmal     | Kirche |

### Kleinbadegast
| Lage               | Bezeichnung | Beschreibung | Erfassungs- nummer | Ausweisungsart | Bild   |
| ------------------ | ----------- | ------------ | ------------------ | -------------- | ------ |
| Dorfstraße (Karte) | Kirche      |              | 094 09379          | Baudenkmal     | Kirche |

### Kleinweißandt
| Lage          | Bezeichnung | Beschreibung | Erfassungs- nummer | Ausweisungsart | Bild |
| ------------- | ----------- | ------------ | ------------------ | -------------- | ---- |
| Dorfstraße 13 | Wohnhaus    |              | 094 70792          | Baudenkmal     |      |

### Lausigk
| Lage                                               | Bezeichnung | Beschreibung | Erfassungs- nummer | Ausweisungsart | Bild           |
| -------------------------------------------------- | ----------- | ------------ | ------------------ | -------------- | -------------- |
| Lausigker Straße (alt: Dorfstraße) (Karte)         | Kirche      |              | 094 18179          | Baudenkmal     | Weitere Bilder |
| Lausigker Straße im Garten des Pfarrhauses (Karte) | Taufstein   |              | 094 71385          | Baudenkmal     | BW             |
| Lausigker Straße 3 (alt: Dorfstraße 4) (Karte)     | Wohnhaus    |              | 094 18180          | Baudenkmal     | Wohnhaus       |
| Lausigker Straße 5 (alt: Dorfstraße 5) (Karte)     | Scheune     |              | 094 18181          | Baudenkmal     | Scheune        |
| Lausigker Straße 13 (alt: Dorfstraße 13) (Karte)   | Wohnhaus    |              | 094 70235          | Baudenkmal     | Wohnhaus       |
| Lausigker Straße 19 (alt: Dorfstraße 19) (Karte)   | Pfarrhaus   |              | 094 18182          | Baudenkmal     | Weitere Bilder |
| Lausigker Straße 26 (alt: Dorfstraße 26) (Karte)   | Wohnhaus    |              | 094 18183          | Baudenkmal     | Wohnhaus       |

### Libehna
| Lage                                    | Bezeichnung | Beschreibung  | Erfassungs- nummer | Ausweisungsart | Bild        |
| --------------------------------------- | ----------- | ------------- | ------------------ | -------------- | ----------- |
| Dorfstraße (Karte)                      | Gedenkstein |               | 094 70621          | Baudenkmal     | Gedenkstein |
| Mühlenstraße östlich des Dorfes (Karte) | Mühle       | Bockwindmühle | 094 97247          | Baudenkmal     | Mühle       |

### Maasdorf
| Lage                                                                     | Bezeichnung | Beschreibung                           | Erfassungs- nummer | Ausweisungsart | Bild           |
| ------------------------------------------------------------------------ | ----------- | -------------------------------------- | ------------------ | -------------- | -------------- |
| auf dem Mühlanger südwestlich vor der Ortschaft auf der Feldflur (Karte) | Mühle       |                                        | 094 71336          | Baudenkmal     | Mühle          |
| Dorfstraße (Karte)                                                       | Gedenkstein | heute scheinbar Kaiser-Wilhelm-Denkmal | 094 70829          | Baudenkmal     | Gedenkstein    |
| Dorfstraße im Ortskern (Karte)                                           | Kirche      |                                        | 094 70826          | Baudenkmal     | Weitere Bilder |
| Dorfstraße 25,27 (Karte)                                                 | Gut         |                                        | 094 70827          | Baudenkmal     | BW             |

### Meilendorf
| Lage                                            | Bezeichnung | Beschreibung | Erfassungs- nummer | Ausweisungsart | Bild        |
| ----------------------------------------------- | ----------- | ------------ | ------------------ | -------------- | ----------- |
| auf dem Dorfplatz an der Kirche (Karte)         | Gedenkstein |              | 094 97226          | Baudenkmal     | Gedenkstein |
| am südlichen Ortsausgang nach Ziebigk (Karte)   | Wegweiser   |              | 094 70223          | Baudenkmal     | Wegweiser   |
| am nördlichen Ortsausgang nach Fraßdorf (Karte) | Wegweiser   |              | 094 70785          | Baudenkmal     | Wegweiser   |
| Dorfstraße (Karte)                              | Kirche      |              | 094 70222          | Baudenkmal     | Kirche      |
| Dorfstraße 5                                    | Wohnhaus    |              | 094 70217          | Baudenkmal     |             |

### Pfaffendorf
| Lage                            | Bezeichnung | Beschreibung | Erfassungs- nummer | Ausweisungsart | Bild |
| ------------------------------- | ----------- | ------------ | ------------------ | -------------- | ---- |
| Pfaffendorfer Straße 13 (Karte) | Gutshof     |              | 094 15999          | Baudenkmal     | BW   |

### Pfriemsdorf
| Lage              | Bezeichnung | Beschreibung | Erfassungs- nummer | Ausweisungsart | Bild        |
| ----------------- | ----------- | ------------ | ------------------ | -------------- | ----------- |
| Eichenweg (Karte) | Gedenkstein |              | 094 97229          | Baudenkmal     | Gedenkstein |

### Piethen
| Lage                              | Bezeichnung    | Beschreibung | Erfassungs- nummer | Ausweisungsart | Bild           |
| --------------------------------- | -------------- | ------------ | ------------------ | -------------- | -------------- |
| Dorfstraße vor der Kirche (Karte) | Gedenkstein    |              | 094 70849          | Baudenkmal     | Gedenkstein    |
| Dorfstraße (Karte)                | Kirche         |              | 094 09394          | Baudenkmal     | Weitere Bilder |
| Dorfstraße (Karte)                | Kriegerdenkmal |              | 094 70220          | Baudenkmal     | Weitere Bilder |

### Pösigk
| Lage                         | Bezeichnung | Beschreibung | Erfassungs- nummer | Ausweisungsart | Bild   |
| ---------------------------- | ----------- | ------------ | ------------------ | -------------- | ------ |
| Dorfstraße Ortsmitte (Karte) | Kirche      |              | 094 70258          | Baudenkmal     | Kirche |

### Prosigk
| Lage                                                         | Bezeichnung          | Beschreibung                         | Erfassungs- nummer | Ausweisungsart | Bild                 |
| ------------------------------------------------------------ | -------------------- | ------------------------------------ | ------------------ | -------------- | -------------------- |
| hinter einer steinernen Bank (Karte)                         | Kriegerdenkmal       |                                      | 094 97233          | Baudenkmal     | Weitere Bilder       |
| Dorfstraße auf dem nordwestlichen Teil des Kirchhofs (Karte) | Grabmal              | Grabmal für Johann Friedrich Naumann | 094 70257          | Baudenkmal     | Grabmal              |
| Dorfstraße (Karte)                                           | Kirche               |                                      | 094 70243          | Baudenkmal     | Weitere Bilder       |
| Dorfstraße (Karte)                                           | ehemaliges Pfarrhaus |                                      | 094 09997          | Baudenkmal     | ehemaliges Pfarrhaus |